# Elbert Hubbard
Elbert Green Hubbard, ameriški pisatelj, založnik, avtor, umetnik in filozof * 19. junij 1856 Bloomington, IlInois, ZDA † 7. maj 1915 Atlantski Ocean.                                                      
Hubbard je odraščal v Hudsonu v Illinoisu in zgodaj postal potujoči prodajalec družbe Larkin Soap Company. Trenutno je Hubbard najbolj znan kot ustanovitelj rokodelske skupnosti Roycroft v vzhodni Aurori v New Yorku, vpliven eksponent gibanja za umetnost in obrt. Nekatere zgradbe kampusa Roycroft so do danes ostale; obnovljene so in so odprte za obiskovalce. Kompleks je nacionalno zgodovinsko mesto.
Med Hubbardovimi številnimi deli sta bili štirinajst zvezkovno delo Little Journeys to the Homes, v velikih in kratkih publikacijah A Message to Gracia. On in njegova žena Alice Moore Hubbard, sta umrla leta 1915 v potopu RMS Lusitanie, ko jo je ob irski obali torpedirala in potopila nemška U-podmornica. 